# Raymond Druart
Raymond Druart (* 7. April 1901 in Rimogne, Ardennen, Frankreich; † 17. Juni 1968 in Frankreich) war ein französischer Filmarchitekt.

## Leben und Wirken
Der aus dem äußersten Norden Frankreichs stammende Druart besuchte die École des Beaux-Arts in Paris und war anschließend als Ausstatter bei Bühne und Film tätig. Beim Kino diente er anfänglich als Assistent des Szenenbilder-Veterans Hugues Laurent, ehe er ab 1937 bis Kriegsausbruch 1939 als Juniorpartner Laurents eigenständig arbeiten durfte. Als Filmarchitekt entwarf Druart bis Ende der 1950er Jahre die Bauten zu einer Reihe von zweitrangigen Filmen. Nur gelegentlich konnte Raymond Druart auch mit höherklassigen Regisseuren kooperieren, darunter Marcel L’Herbier, Jacqueline Audry und Jean Grémillon. 1957 beendete er seine Filmaktivitäten.

## Filmografie
- 1933: Trois balles dans la peau
- 1937: Sœurs d’armes
- 1937: Arsène Lupin détective
- 1938: La vierge folle
- 1939: Brazza ou l’épopée du Congo
- 1939: Les cinq sous de Lavarède
- 1940: Les surprises de la radio
- 1941: Cartacalha, reine des gitans
- 1942: L’honorable Cathérine
- 1942: Mademoiselle Béatrice
- 1943: Jeannou
- 1943: Abenteuer auf Korsika (L’île d’amour)
- 1945: Der Nachtigallenkäfig (Le cage aux rossignols)
- 1945: Master Love
- 1948: L’ange rouge
- 1948: Gigi
- 1948: Das Geheimnis von Mayerling (Le secret de Mayerling)
- 1949: Le martyr de Bougival
- 1949: Envoi de fleurs
- 1949: Agnes de rien
- 1950: Die naive Sünderin (Minne, l’ingénue libertine)
- 1950: Mammy
- 1950: Chéri
- 1951: Sündige Liebe (L’étrange Madame X)
- 1951: Sérénade au bourreau
- 1951–54: Foreign Intrigue (in Europa entstandene US-Fernsehserie)
- 1952: Mon gosse de père
- 1954–55: Sherlock Holmes (US-Fernsehserie)
- 1956: Le colonel est de la revue
- 1957: Der Sarg kam per Post (Les violents)